# شهرستان جفرسون (جورجیا)
شهرستان جفرسون، جورجیا (به انگلیسی: Jefferson County, Georgia) یک سکونتگاه مسکونی در ایالات متحده آمریکا است که در جورجیا واقع شده‌است.